# 월리 보그

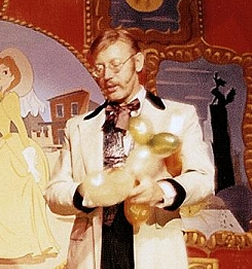

월리 보그(Wally Boag, 1920년 9월 13일 ~ 2011년 6월 3일)는 미국의 연극 배우이다.
포틀랜드에서 태어났으며 샌타모니카에서 사망하였다. 사인은 알츠하이머병이다.

## 영화
- 러브 버그 (1969년)
- 건망증 선생님 2 (1963년)
- 건망증 선생님 (1961년)
- 디즈니랜드 (1954년)
- 스릴 오브 어 로맨스 (1945년)